# Verkehrslandeplatz Aalen-Heidenheim/Elchingen

i7
i11
i13
Der Flugplatz Aalen-Heidenheim/Elchingen (ICAO-Code: EDPA) ist ein deutscher Verkehrslandeplatz bei Aalen im Ostalbkreis.
Er liegt im Städtedreieck Aalen–Nördlingen–Heidenheim an der Brenz auf der Gemarkung des Ortes Elchingen auf dem Härtsfeld, einem Stadtteil von Neresheim.

## Lage
Der Flugplatz liegt 18 km südöstlich von Aalen westlich der Landesstraße L 1084 zwischen den Orten Elchingen auf dem Härtsfeld und Stetten in der Gemeinde Neresheim.

## Nutzung
Der Flugplatz hat fünf Hangars für 130 Motor- und 70 Segelflugzeuge. Im Nordosten befindet sich ein Campingplatz.
Auf dem Flugplatz Aalen-Heidenheim/Elchingen beheimateten Luftsportring Aalen fliegen unter anderem die Segelkunstflugpiloten Andrea Fenzau-Lehmann, Martin Hofmann und Lars Lehmann sowie die Barron-Hilton-Cup-Gewinner Gösta Worf, Hans Obermayer und Erwin Ziegler.

## Geschichte
Der Luftsportring Aalen entdeckte 1954 auf der Suche nach einem eigenen Gelände die Heide südlich von Elchingen auf dem Härtsfeld und begann dort am 7. März 1954 mit ersten Flugversuchen im Windenstart und im selben Jahr mit dem Bau der ersten Halle.

### Zwischenfälle
- Am 11. Mai 2008 brach während des Startlaufs eine Cessna 152 nach links aus, rollte über einen Erdwall und fing dann Feuer. Die zwei Insassen konnten sich unverletzt retten.[2]
- Am 27. Juni 2012 stürzte ein AutoGyro Cavalon im Endanflug auf den Flugplatz über der Landebahn ab. Der Pilot wurde aus dem Flugzeug geschleudert und starb noch an der Unfallstelle.[3]